# Inigo Jones

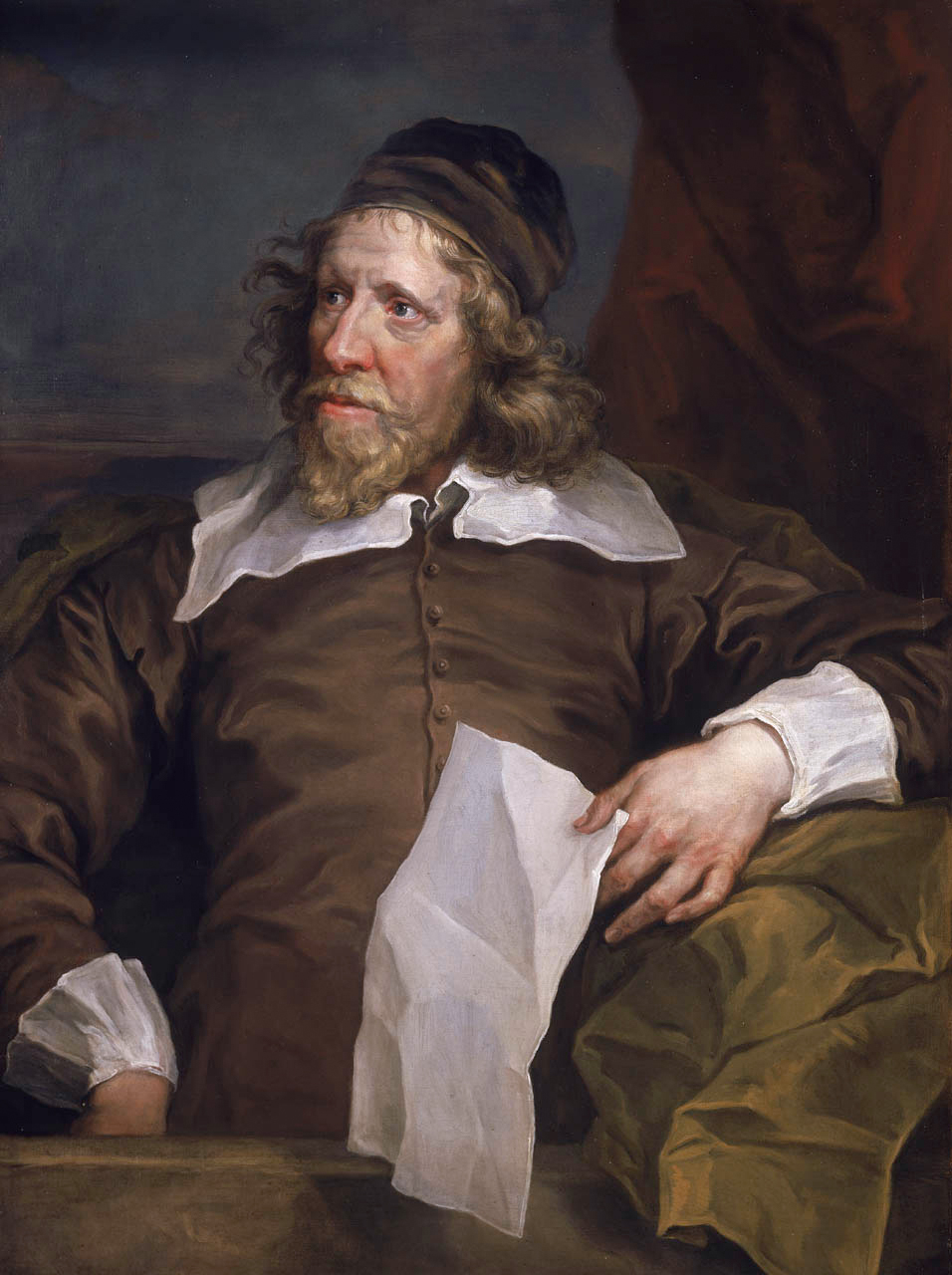
Inigo Jones ritratto da Anthony van Dyck

Inigo Jones (Smithfield, 15 luglio 1573 – Londra, 21 giugno 1652) è stato un architetto, scenografo e costumista britannico, il primo a portare l'architettura rinascimentale oltremanica.

## Biografia

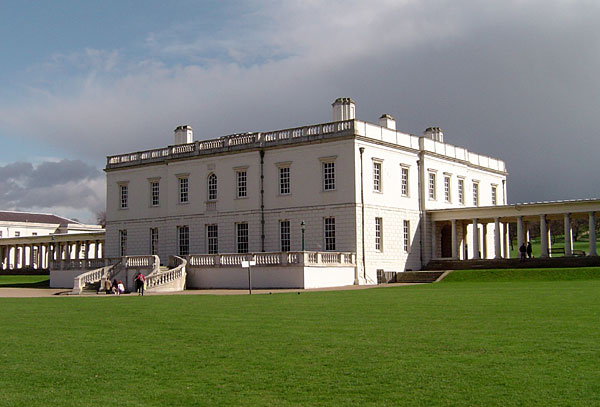
La Queen's House di Greenwich

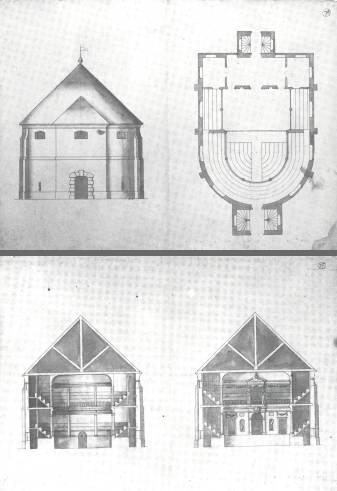
Progetto di Inigo Jones per un teatro, probabilmente il Cockpit di Londra

Oltre al fatto che nacque a Smithfield, al centro di Londra, da un operaio tessile cattolico gallese e che fu battezzato nella chiesa di Saint Bartholomew the Less, non si sa molto sui primi anni di vita di Jones.
Alla fine del XVI secolo, ad ogni modo, fu uno dei primi inglesi a studiare architettura in Italia, compiendovi almeno due viaggi. Il primo (1598-1603) fu probabilmente finanziato da Roger Manners, V conte di Rutland. Nel secondo, fra il 1613 e il 1614, egli accompagnò Thomas Howard, XXI conte di Arundel. Secondo informazioni contraddittorie, sarebbe stato in Italia anche nel 1606 e, in tale occasione, avrebbe subìto l'influenza culturale del poeta e ambasciatore inglese Henry Wotton, come lasciano intuire alcune annotazioni a margine di una copia degli scritti di Andrea Palladio che fu in possesso di Jones. Le sue opere, in effetti, si rifecero particolarmente a Palladio, oltre che all'architetto romano Vitruvio.
Tra le opere più note di Jones si annoverano la Queen's House di Greenwich (iniziata nel 1616, il più antico degli edifici da lui realizzati ancora esistenti) e la Banqueting House di Whitehall (1619) – parte di una più imponente opera di modernizzazione del Palazzo di Whitehall – che ha anche un soffitto dipinto da Peter Paul Rubens.
La Banqueting House, in particolare, fu uno dei molti progetti ai quali Jones lavorò con il marito di sua nipote, John Webb, che fu anche uno dei suoi assistenti.
Un'altra delle sue opere più celebri fu il progetto di Covent Garden (1631), commissionato da Francis Russell, IV conte di Bedford, che chiese a Jones di realizzare un'area residenziale sul modello della piazza d'Armi di Livorno.

### Scenografo e costumista

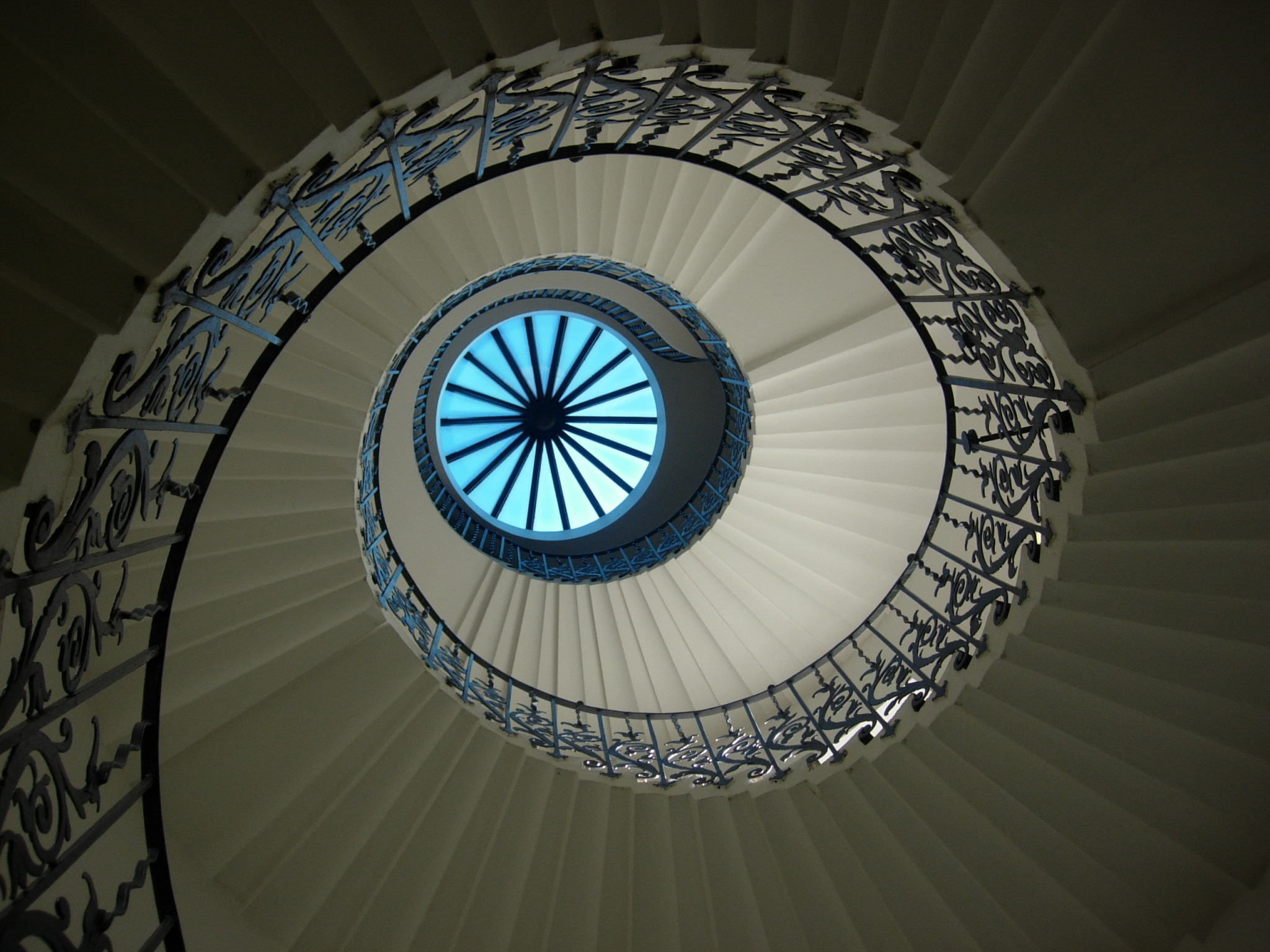
Le scale in Queen's House di Greenwich.

Di pari passo con il suo lavoro di architetto Jones si prodigò anche nel campo della scenografia. Si parla di lui come del primo a introdurre le scene mobili e l'arco di proscenio nel teatro inglese. Jones disegnò costumi e scenografie per un grande numero di masque di Ben Jonson.
Collaborò con la regina Anna di Danimarca dal 1605 in poi, curando gli allestimenti dell'attesissimo Queen's Masque, ballo che si svolgeva in occasione della "Dodicesima Notte" (l'Epifania) e che vedeva la Regina stessa nei panni della prima ballerina.
Per conto di Carlo I, Jones lavorò per la regina Enrichetta Maria di Francia sul progetto di una cappella cattolica nella Somerset House (un'opera che gli attirò le ire dei protestanti e fece cadere nel dimenticatoio la sua opera subito dopo lo scoppio della Guerra civile inglese) nel 1642. Jones concluse i suoi giorni vivendo nella Somerset House e poi fu sepolto nella chiesa di St Benet Paul's Wharf, a Londra.
Fu Gran maestro della Massoneria inglese.